# カルムスチン
カルムスチン (英語: Carmustine) は、別名BCNU (bis-chloroethylnitrosourea) とも呼ばれるβ-クロロ-ニトロソウレア化合物であり、アルキル化剤として癌化学療法に用いられる。日本では2012年9月に承認を取得した。
BCNUはジアルキル化剤であるので、2本のDNAを架橋固定して、DNA複製および転写を阻害する。血液脳関門を通過する。原薬は黄橙色の固体である。
商品名はギリアデル。米国ではBiCNUという商品名で、インドではCarustineという商品名で販売されているほか、欧州およびアジア諸国など29カ国で承認されている。

## 適応
日本では、脳内留置用製剤が悪性神経膠腫の腫瘍切除後に用いられる。
米国では、脳腫瘍（神経膠腫、多形膠芽腫、髄芽腫、星状細胞腫を含む）のほか、多発性骨髄腫や悪性リンパ腫（ホジキンおよび非ホジキンに用いられる。BCNUはO6-ベンジルグアニン（日本未承認）などのアルキルグアニントランスフェラーゼ（AGT）阻害薬と併用されることが多い。AGT阻害薬はグアニンのN1とシトシンのN3の間で架橋されたDNAの修復を阻害する事でBCNUの有効性を高めることができる。
米国には静脈注射用製剤もあり、骨髄移植の一つ造血幹細胞移植で患者（被移植側）の白血球数を減らすためにも用いられる。この場合通常は、フルダラビンおよびメルファランが併用される。

## 副作用
治験での副作用発生率は54.2%であり、その主な内容は、脳浮腫（25.0%）、発熱（12.5%）、リンパ球数減少（12.5%）、片麻痺（不全片麻痺を含む）（12.5%）、悪心（8.3%）、嘔吐（8.3%）、食欲減退（8.3%）、頭痛（8.3%）、ALT (GPT) 増加（8.3%）であった。
重大な副作用として、日本の添付文書には、
- 痙攣、大発作痙攣、脳浮腫、頭蓋内圧上昇、水頭症、脳ヘルニア、
- 創傷治癒不良、感染症（創傷感染、膿瘍、髄膜炎など）、
- 血栓塞栓症（脳梗塞、深部静脈血栓症、肺塞栓症など）、出血（腫瘍出血、脳出血、頭蓋内出血など）

が挙げられている。

## 留置
日本では上記の様に、悪性神経膠腫の切除術後に生体内分解性ポリマー基材（ポリフェプロサン20）に含浸した製剤が用いられる。
米国においても、脳腫瘍の治療に用いるために生体分解性ウェハー含浸製剤が認可されており、開頭術中に用いられる。